# 冨田健次
冨田 健次（とみた けんじ、1947年10月20日 - ）は、ベトナム語学者。大阪大学名誉教授。
長崎県生まれ。東京外国語大学インドシナ科卒業。東京教育大学大学院修士課程修了。筑波大学大学院博士課程中退。1982－83年ハノイ総合大学に学ぶ。1977年大阪外国語大学助手、講師、83年助教授、94年教授、2007年大阪大学言語文化研究科教授、2013年定年退官。朝日カルチャーセンター講師。ＮＨＫ文化センター講師。ベトナミスト・クラブ代表。

## 著書
- 『ベトナム語の基礎知識』大学書林 1988
- 『旅たび会話 ベトナム語』国際語学社 1995
- 『ヴェトナム語の世界 ヴェトナム語基本文典』大学書林 2000
- 『ベトナム語はじめの一歩まえ』DHC 2001
- 『フォーの国のことば ベトナムを学び、ベトナムに学ぶ』春風社 2013

共著
- 『役に立つベトナム語会話集』Le Van Quan 共著 大学書林 1985

### 翻訳
- 『いたずら者のパオロー タイ・ラオス・ベトナムの昔ばなし』吉川利治共訳 太田大八絵 小峰書店 1986 世界の昔ばなし
- 『ベトナムのむかし話 貉竜君と嫗姫ほか』編訳 偕成社 1991 大人と子どものための世界のむかし話
- アィン・ドゥック『ホンダット洞窟の夜明け ベトナム戦争を支えた女性達』穂高書店 アジア文化叢書 1992
- 『家族、仲間、そして祖国 ベトナム社会主義共和国・元国家副主席グエン・ティ・ビン女史回顧録』清水政明共監修・翻訳 コールサック社 2013